# Cornflakes

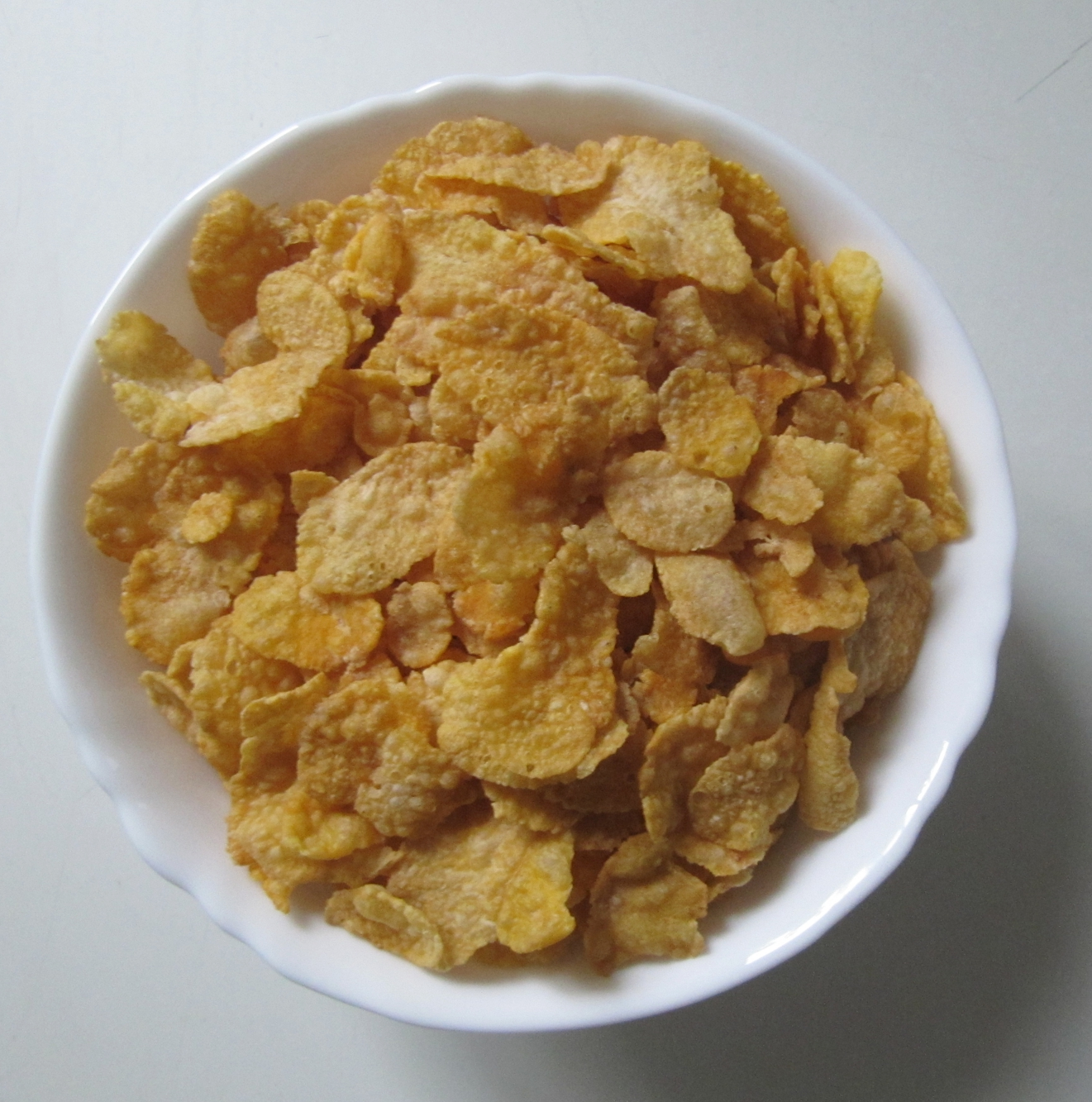
Cornflakes (ohne Zusätze)

Cornflakes ([ˈkɔrnfleːks], engl. corn „Mais“ und flakes „Flocken“) sind Frühstücksflocken aus gekochtem, breitgewalztem und anschließend getrocknetem Mais, meist mit Zucker und weiteren Zutaten. Sie werden üblicherweise mit Milch oder Fruchtsäften verzehrt oder sind manchmal Teil von Müsli. Cornflakes bestehen größtenteils aus Kohlenhydraten.

## Geschichte
Ende des 19. Jahrhunderts entwickelten der Arzt John Harvey Kellogg und sein Bruder Will Keith Kellogg die Cornflakes. Sie hatten ein gesundes vegetarisches Grundnahrungsmittel für ihre Patienten gesucht, um deren Genesungsprozesse zu fördern. Ihr Rezept bestand aus gekochtem, anschließend gepresstem und wärmegetrocknetem Weizen, der so zubereitet in dünnen, knusprigen Flocken vorlag und mit etwas Salz gegessen wurde. Diese eher zufällige Entdeckung wurde ab 1906 von Will Keith Kellogg in seiner neu gegründeten Firma Battle Creek Toasted Corn Flake Company vermarktet. 1922 wurde die Firma in Kellogg Company umbenannt.
Die Methode von John Kellogg wurde später auf Mais und ein ähnliches Verfahren auch auf Reis angewandt. Daraus entstanden zum Beispiel die Kornriegel und viele andere Produkte der Nahrungsmittelindustrie.

Bei der Einführung der Cornflakes gab Kellogg an, dass diese Verdauungsstörungen und das Verlangen nach Masturbation senken würden. Diesen Vermarktungsweg wählte er in enger Abstimmung mit den Siebenten-Tags-Adventisten, welchen er angehörte.

## Wirtschaftliche Bedeutung

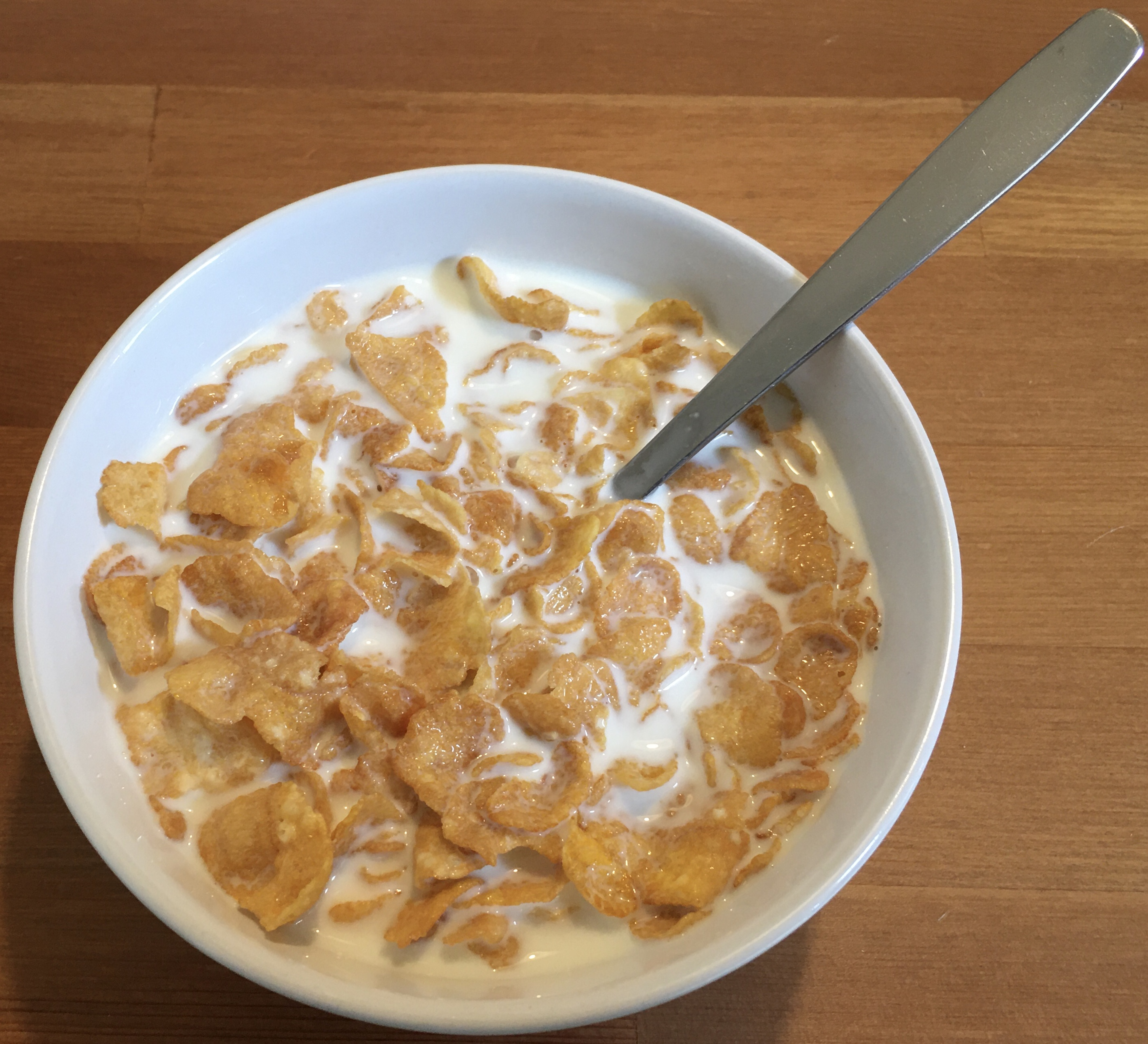
Cornflakes mit Milch

Kurz nach Beginn der industriellen Produktion geriet die Kellogg Company in einen Lieferengpass und startete eine legendäre Anzeigenserie: „For thirty days please stop eating toasted corn flakes.“ („Essen Sie bitte 30 Tage keine gerösteten Cornflakes.“) Der Effekt war eindeutig – die Nachfrage explodierte. Nach dem großen Erfolg in den Vereinigten Staaten wurden die Cornflakes etwa um 1915 in Kanada eingeführt, später in Australien, im Vereinigten Königreich und von dort aus in Kontinentaleuropa. In Deutschland wurden Cornflakes erstmals 1965 von H. & J. Brüggen hergestellt. Cornflakes findet man heute in nahezu jedem Supermarkt auf der ganzen Welt. Es gibt sie in vielen Varianten, in Mischungen, als salzige oder süße Speise und mit unterschiedlichen Beigaben.

## Durchschnittliche Zusammensetzung
Die Zusammensetzung von Cornflakes schwankt naturgemäß, sowohl in Abhängigkeit von der jeweiligen Rezeptur als auch den Umweltbedingungen (Boden, Klima) und auch von der Anbautechnik (Düngung, Pflanzenschutz).
Angaben je 100 g essbarem Anteil:
| Bestandteile    |        |
| --------------- | ------ |
| Wasser          | 5,7 g  |
| Eiweiß*         | 7,2 g  |
| Fett            | 0,6 g  |
| Kohlenhydrate** | 79,6 g |
| Ballaststoffe   | 4,0 g  |
| Mineralstoffe   | 2,9 g  |

| Mineralstoffe |        |
| ------------- | ------ |
| Natrium       | 940 mg |
| Kalium        | 120 mg |
| Magnesium     | 14 mg  |
| Calcium       | 13 mg  |
| Mangan        | 50 µg  |
| Eisen         | 2 mg   |
| Kupfer        | 200 µg |
| Zink          | 280 µg |
| Phosphor      | 60 mg  |
| Jodid         | 1 µg   |
| Selen         | 3 µg   |

| Vitamine                 |         |
| ------------------------ | ------- |
| Retinol (Vit. A1)        | 30 µg   |
| Thiamin (Vit. B1)        | 60 µg   |
| Nicotinsäure (Vit. B3)   | 1400 µg |
| Pantothensäure (Vit. B5) | 170 µg  |
| Vitamin B6               | 70 µg   |
| Folsäure                 | 6 µg    |
| Vitamin E                | 175 µg  |

* Eiweißgehalt nach der EU-Richtlinie zur Nährwertkennzeichnung; (Faktor: 6,25): 7,7 g

** Differenzberechnung

1 mg = 1000 µg

Der physiologische Brennwert der verdaulichen Bestandteile beträgt 1498 kJ/100 g (353 kcal/100 g).